# Krigsåret 1986

## Pågående krig
- Afghansk-sovjetiska kriget (1979-1989)
  - Sovjet och Afghanistan på ena sidan
  - Afghanska mujahedin (med stöd från USA, Pakistan och flera arabländer) på den andra sidan

- Inbördeskriget i El Salvador (1979-1992)[1]

- Inbördeskriget i Sri Lanka (1983- )

- Iran–Irak-kriget (1980-1988)[1]
  - Iran på ena sidan
  - Irak på andra sidan

## Händelser

### Januari
- 12 januari - Minst 10 000 personer dödas i samband med en maktkampanj inom Sydjemens kommunistparti, som kulminerar i en väpnad konflikt.[2]
- 16 januari - Sovjetiske ledaren Michail Gorbatjov lägger fram en plan på skrotandet av alla kärnvapen kring år 2000.[2]

### Februari
- 10 februari - Iran inleder en ny offensiv mot Irak, vid en strategiskt viktig ö i floddeltat Shatt al-Ab på gränsen mellan de två staterna.[2]
- 11 februari - Saab 39 Gripen presenteras för första gången i fullskalemodell i Linköping.[2]

### Mars
- 5 mars
  - 16 norska soldater omkommer under NATO-övningen Anchor Express i Vassdalen i Norge, sedan de överraskats av ett snöskred.[2]
  - Brittiska jaktflygplanet Supermarine Spitfire firar 50-årsjubileum.[2]
- 22 mars - USA genomför, trots protester, en underjordisk kärnvapensprängning i Mojaveöknen i Nevada.[2]
- 27 mars – Västtysklands tecknar samarbetsavtal med USA om SDI.[2]
- 28 mars – USA utlömnar anklagade krigsförbrytaren John Demjanjuk till Israel.[2]
- 29 mars – São Paulos polischef Romeu Tuma förklarar att polisen påträffat röntgenplåtar av Josef mengeles tänder, som pekar på att han är död.[2]

### April
- 1 april - Bofors får en mångmiljardorder på bland annat artillerikanoner från Indien.[2]
- 15 - USA bombar Libyen efter att Libyen beskyllts ligga bakom fleraterroristattacker.[2]

### Maj
- 14 maj - Jugoslaviske Andrija Artuković, kallad "Balkans slaktare", döms till döden som krigsförbrytare av en domstol i Zagren, skyldig för mord på 450 civila personer vid en transport till ett koncentrationsläger 1941.[2]
- 19 maj - Sydafrikanska styrkor genomför flera blixtattacker mot Zimbabwe, Botswana och Zambia. Handlingen leder till internationella protester.[2]

### Juni
- 27 juni - Vid krigsförbrytartribunalen i Haag fördöms USA för brot mot folkrätten för beväpnande, utrustande och finansiering av Contrasgerillan i Nicaragua. [2]

### Juli
- 18 juli - 50-årsminnet av Spanska inbördeskrigets utbrott 1936 uppmärksammas.[2]
- 26 juli - Tre danska amatördykare från Århus uppges ha påträffat vraket från tyska ubåten U-534,  på 65 meters djup, 30 kilometer nordost om Anholt i Kattegatt. Ubåten sänktes av ett brittiskt bombflygplan den 4 maj 1945.[2]

### Oktober
- 15 - Sovjetunionen kallar hem 8 000 soldater från Afghanistan.
- 23 oktober – 30-årsminnet av Ungernrevolten 1956 uppmärksammas.[2]

### December
- 8 december
  - Nicaragua anklagar USA för att från Honduras ha gjort flygräder in i Nicaragua.[2]
  - Australiens regering godkänner det avtal som gör södra Stilla havet till kärnvapenfri zon.[2]
- 11 december – Israeliska attackflygplan angriper palestinska mål i norra Libanon.[2]
- 16 december – Cirka 200 personer dödas och 500 skadas i Karachi då folkgrupperna mohajirer och pathaner drabbar samman efter 20 års fejd.[2]
- 18 december – Sovjetunionen meddelar att man skall återuppta sina kärnvapenprovsprängningar, om USA fortsätter sin testserie under 1987.[2]
- 22 december – 103 personer dödas enligt iransk radio, då irakiska stridsflygplan angriper Islamabad i västra Iran.[2]

## Avlidna
- Le Trong Tan - Vietnams arméchef.[2]

### Fotnoter
1. 1 2 3  ”Chronological List of All Wars”. Arkiverad från originalet den 9 oktober 2014. https://web.archive.org/web/20141009082543/http://www.correlatesofwar.org/COW2%20Data/WarData_NEW/WarList_NEW.pdf. Läst 29 juni 2011.
2. 1 2 3 4 5 6 7 8 9 10 11 12 13 14 15 16 17 18 19 20 21 22 23 24 25   Horisont 1986. Bertmarks